# Vértes Róbert
Vértes Róbert, beceneve Vércse (1934. – Esztergom, 2008. február 3.) magyar vitorlázórepülő, sportoló, oktató. Polgári foglalkozása gazdasági osztályvezető.

## Életpálya
1950-ben kezdett repülni és 1958-ban versenyezni. Több hazai versenyen indult, később több verseny igazgatójaként szolgálta a repülést. 1963-ban a válogatott tartalék versenyzője lett. A Budapesti Közgazdasági Egyetem végzése nem tette lehetővé, hogy tovább folytassa a versenyzést. 1961-ben motoros átképzésen vett részt. 1976-ban motoros pilótaként 460 órát, vitorlázóként 1600 órát töltött a levegőben, 22 500 kilométert repült. 

## Sportegyesületei
- Csepeli Repülő Klub
- Aeroclub Esztergom

## Sporteredmények
A klub csapat-versenyrepülés úttörője. 

### Magyar bajnokság
- 1972-ben Erdős Mihállyal géppárban I. helyezett lett.
- 1974-ben géppárban II. helyezett lett.

## Sportvezető
Csepeli Repülő Klub szakosztály vezetője.

## Szakmai sikerek
1963-ban megrepülte az Aranykoszorú szintet.